# 命名参数
在计算机编程中，命名参数，或关键字参数，指的是编程语言对函数调用中指明每个参数的名称的支持。

## 总览
使用命名参数的函数调用与常规函数调用的不同之处在于，参数是通过将每个参数与参数名称关联来传递的，而不是通过一个有序的参数列表。

例如Java或C#的方法调用不使用命名参数：
```
window
.
addNewControl
(
"Title"
,
 
20
,
 
50
,
 
100
,
 
50
,
 
true
);

```

在Python中使用命名参数可以写作以下形式：
```
window
.
addNewControl
(
title
=
"Title"
,

                     
xPosition
=
20
,

                     
yPosition
=
50
,

                     
width
=
100
,

                     
height
=
50
,

                     
drawingNow
=
True
)

```

在PHP中使用命名参数可以写作以下形式：
```
$window
->
addNewControl
(
title
:
 
"Title"
,

                       
xPosition
:
 
20
,

                       
yPosition
:
 
50
,

                       
width
:
 
100
,

                       
height
:
 
50
,

                       
drawingNow
:
 
True
);

```

在某些情形中，使用位置参数的代码可读性通常较差，而命名参数可清晰的描述参数。